# عبد الرحمن بن القاسم بن محمد بن أبي بكر
أبو محمد عبد الرحمن بن القاسم بن محمد بن أبي بكر (56 هـ - 126 هـ) تابعي مدني من صغار التابعين، وأحد رواة الحديث النبوي.

## نسبه وسيرته
ولد أبو محمد عبد الرحمن بن القاسم بن محمد بن أبي بكر التيمي القرشي سنة 56 هـ في خلافة معاوية بن أبي سفيان، وأمه قريبة بنت عبد الرحمن بن أبي بكر، وهو خال جعفر الصادق.
طلبه الوليد بن يزيد إلى الشام مع أبي الزناد ومحمد بن المنكدر وربيعة الرأي ليستفتيهم، فتوفي في الطريق في الفدين بحوران من أرض الشام سنة 126 هـ، وله من الولد إسماعيل وأسماء وأمهما حبانة بنت عبد الرحمن بن عبد الله بن عبد الرحمن بن سهل الأنصارية، وعبد الله الذي ولي القضاء بالمدينة للحسن بن زيد بن الحسن بن علي بن أبي طالب في خلافة أبي جعفر المنصور وأمه عاتكة بنت صالح بن إبراهيم بن عبد الرحمن بن عوف.

## روايته للحديث النبوي
- روى عن: أبيه القاسم بن محمد بن أبي بكر وأسلم مولى عمر ومحمد بن جعفر بن الزبير[1] وسالم بن عبد الله بن عمر بن الخطاب وسعيد بن المسيب وعبد الله بن عامر بن ربيعة وعبد الله بن عبد الله بن عمر ونافع مولى ابن عمر.[2][5]
- روى عنه: شعبة بن الحجاج وسفيان الثوري وعبد الرحمن الأوزاعي ومالك بن أنس وسفيان بن عيينة[1] وأسامة بن زيد الليثي وأيوب السختياني وبكير بن عبد الله بن الأشج وجعفر بن نجيح والحجاج بن الحجاج وحماد بن سلمة وحميد الطويل وزهير بن محمد التميمي وسماك بن حرب وصخر بن جويرية وعبد الله بن عبد الرحمن بن يعلى الطائفي وعبد الله بن عمر العمري وعبد الرحمن بن عبد الله المسعودي وعبد العزيز بن عبد الله بن أبي سلمة الماجشون وابن جريج وعبيد الله بن عمر العمري وعمار الدهني وعمر بن سعيد بن أبي حسين وعمرو بن الحارث المصري وعمران بن زيد التغلبي وفليح بن سليمان وقرة بن خالد والليث بن سعد وليث بن أبي سليم وابن إسحاق ومحمد بن عجلان وابن شهاب الزهري ومحمد بن مهزم الشعاب ومنصور بن زاذان وموسى بن عقبة ونافع بن عبد الرحمن بن أبي نعيم القارئ وهشام بن عروة ويحيى بن سعيد الأنصاري ويزيد بن عبد الله بن الهاد.[2]
- الجرح والتعديل: ذكره ابن سعد في الطبقة الرابعة من أهل المدينة،[2] وقال عنه: «كان ورعًا، كثير الحديث»،[6] وقد وثّقه أحمد بن حنبل والعجلي وأبو حاتم والنسائي،[3] كما روى له الجماعة.[7]

## مكانته الدينية
قال الذهبي عنه: «كان إمامًا، حجة، ورعًا، فقيه النفس، كبير الشأن»، وقال سفيان بن عيينة: «كان أفضل أهل زمانه»،